# Банкирский дом

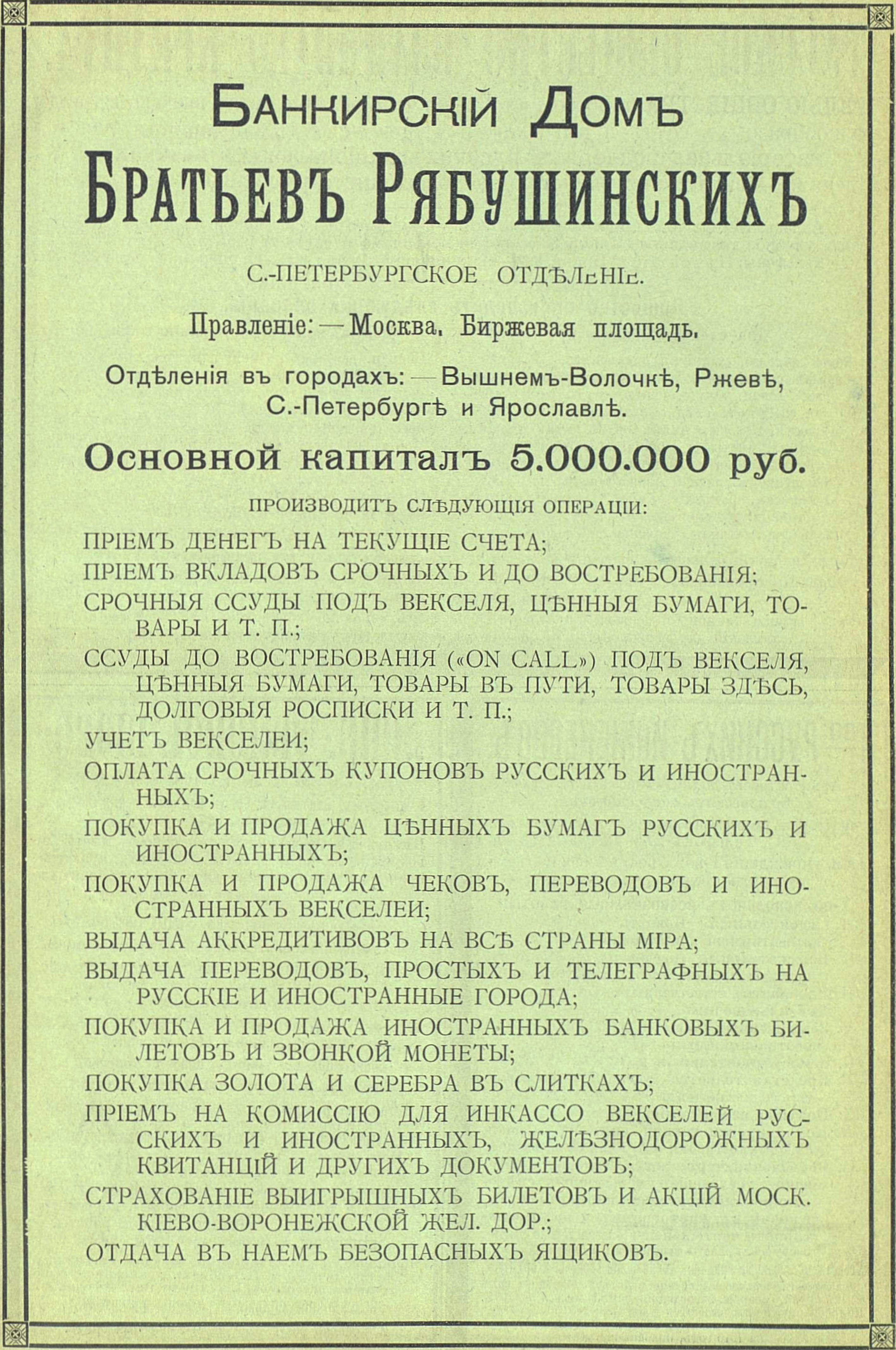
Реклама одного из банкирских домов

Банки́рский дом — вид частного кредитного учреждения, основная деятельность которого связана с ценными бумагами и фондовой биржей. В конце XIX — начале XX века деятельность банкирских домов в Российской империи часто заканчивалась банкротством, причинами которого становились спекуляция или биржевая игра. История развития банкирских домов насчитывает несколько столетий. По состоянию на 1889 год, годовой оборот 24 банкирских домов, существовавших в Российской империи, достигал 1 миллиарда 37 миллионов рублей.

## Описание
В преимущественном большинстве, банкирские дома были обычными торговыми домами, которые осуществляли банкирские операции, при этом занимались и торговлей. До начала Первой мировой войны, понятия «торгового дома», «банкирского дома» и «банкирской конторы» были часто взаимозаменяемыми и могли означать одно и то же учреждение. Фирмы покрупнее назывались банкирскими домами, но иногда именно банкирские конторы могли совершать более крупные операции. Известны случаи, когда вначале открывались банкирские конторы, а затем, они переименовывались в банкирские дома по просьбе их владельцев. Для такого переименования достаточно было составить заявление управляющему губернии, которое потом передавалось в Особенную канцелярию по кредитной части Министерства финансов. На банкирские дома, существовавшие в конце XIX — начале XX века, не распространялись правовые нормы, которые действовали для акционерных предприятий.

## Банкирские дома в Европе

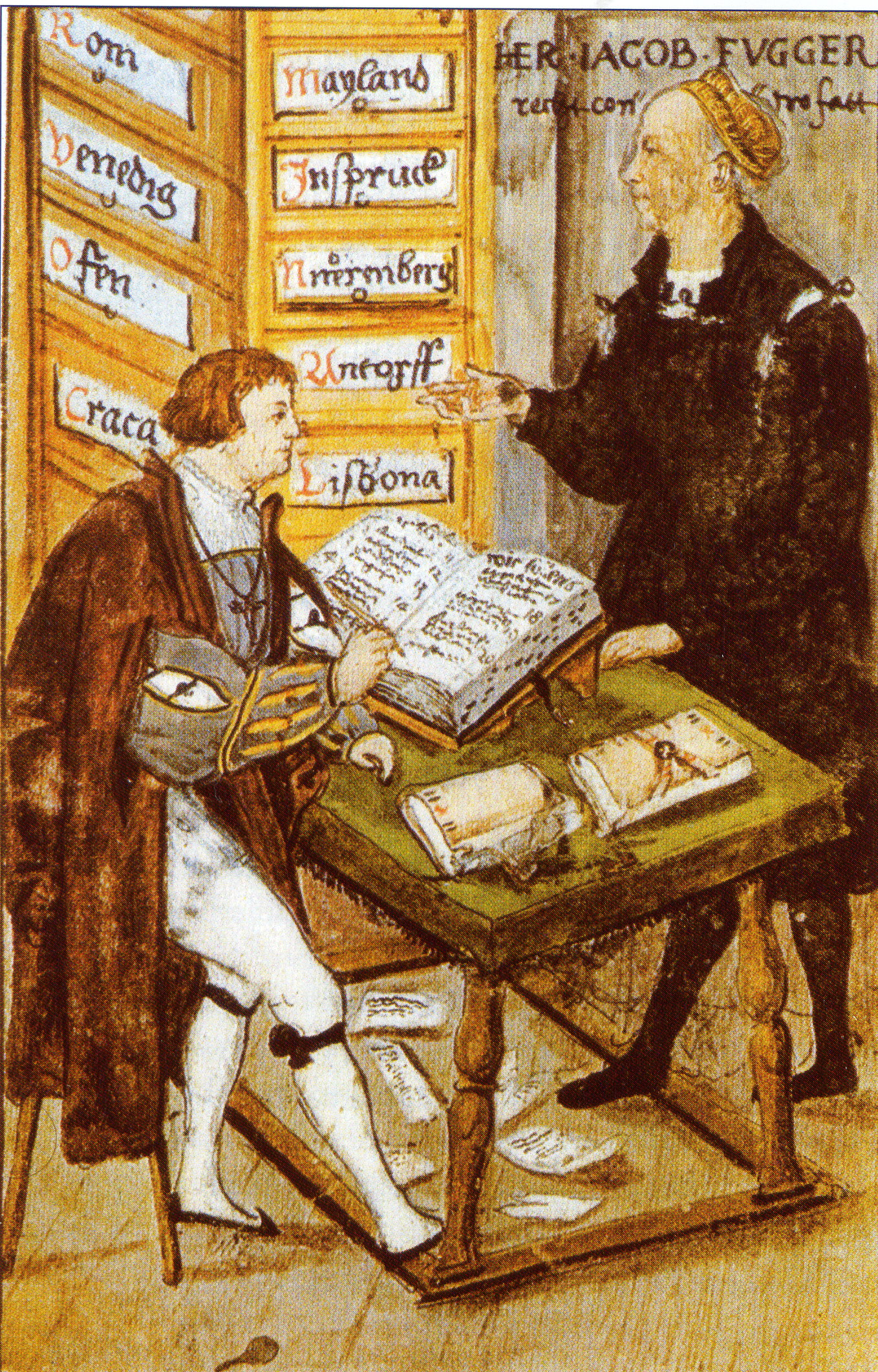
В конторе Якоба Фуггера, 1517 год

Первые частные банкирские дома стали появляться в Северной Италии в XII веке. В этот период стали формироваться семейства банкиров, которые через какое-то время начали открывать филиалы банкирских домов в разных городах. Флорентийский «Дом Барди» располагал отделениями в Бельгии, Африке, Англии, Испании. Семья Медичи руководила отделениями в Женеве, Лионе, Венеции, Неаполе. Со временем банк, принадлежавший Медичи, стал работать по всей Европе. Известными банкирами были Ротшильды и Фуггеры.
Известно о существовании банкирских домов в Италии и некоторых других европейских странах в начале XVIII века. Их основывали по частной инициативе.
В Гааге функционировало несколько еврейских банкирских домов: «А. и С. Боас», «С. Рафаэль и Компания», «Юулиус Кенигсваттер», «Л. Р. Бишопсхайм». Во второй половине XIX века в Голландии увеличилось число банкирских домов. Хотя там не было принято рекламировать банковские услуги. В основном новые клиенты приходили благодаря устному общению или устным договоренностям. Банковские услуги воспринимались как такие, которые доступны только избранным.
Амстердамский банкирский дом «Гопе и К» в 1780—1790-х годах был основным кредитором русского правительства. Этому способствовал английский купец Ричард Сутерланд. Он ссуживал деньги русским промышленникам и купцам.
Многие европейские банкирские дома стали учредителями Главного общества российских железных дорог. Среди них лондонский банкирский дом «Братья Беринг и К», парижские банкиры «Готтингер и К», немецкий банкирский дом «Мендельсон и К».
В XV—XVI веках в Нидерландах работал филиал банкирского дома Строцци. Этот банкирский дом принадлежал семье флорентийских аристократов. Семья де Пинто в Голландии организовала банкирский дом, пик деятельности пришелся на XVII—XVIII век, когда в Амстердаме де Пинто считались одними из богатейших евреев Голландии. Они оказывали поддержку в финансовом плане Вильгельму IV Оранскому, помогали при создании в 1694 году Английского банка. В середине XVIII века они помогали государственной казне Голландии. Были связаны с деятельностью голландской Ост-Индской компании. Они проводили деловые операции в Южной и Северной Америке. Исаак де Пинто был одним из самых известных членов семьи. Свое влияние в Голландии они сохраняли до XIX века.
Рафаэли — семья сефардов — была голландскими банкирами. В 1787 году один из членов семьи основал в Амстердаме Raphaels Bank. Когда начались наполеоновские войны, эта семья переместила свою деятельность в Лондон.
В Голландии важную финансовую роль осуществляли Клиффорды и Хоупы. В 1630-х годах в Голландии наблюдался экономический подъем. Семья Клиффордов в это время обосновалась в Амстердаме. В 1701 году Георг II Клиффорд и Исаак Клиффорд основали компанию George en Isaäc Clifford & Co. В 1713 году они предоставили большой заем императору Священной Римской империи Карлу VI и польскому правителю Августу III. Также Клиффорды предоставляли займы Дании, России, Англии. Сын Георга II — Георгий III Клиффорд, был банкиром и одним из директоров Ост-Индской компании. В 1772 году банкирский дом Клиффордов обанкротился и они переселились в Гаагу.
Хоупы начались заниматься финансовой деятельностью в Голландии с XVII века. Арчибальд Хоуп, вместе со своими детьми — Арчибальдом, Генри, Исааком, Томасом, Адрианом, Захария стали проводить кредитные операции в Роттердаме. Также известность в семье обрели Томас Хоуп и Адриан ван дер Хоуп. Томас Хоуп открыл банкирский дом Hope&Co в Амстердаме, также отделение этого дома работало в Лондоне. Пик экономического подъема банкирского дома был связан с Семилетней войной в 1756—1763 годах. В конце XVIII века у Хоупов появились новые родственники — английские банкиры Бэринги. Хоупы предоставляли займы представителям России и Португалии. Хоупы предоставляли займы России при Александре I и при Николае I. Эти займы проводились через банкирский дом Людвига Штиглица. Хоупы уехали из Нидерландов в эпоху наполеоновский войн. Они переселились в Англию. Банкирский дом осуществлял свою деятельность во второй половине XVIII—XIX веков в Испании, Франции, США, Баварии, России, Швеции. Члены семьи Хоупов играли ведущую роль в финансировании голландской Ост-Индской компании. В XIX веке банкирский дом специализировался на финансировании железных дорог в России и США.
Британские финансисты Бэринги в XVII веке были связаны с Нидерландами. Они начинали с торговли шерстью, затем перешли на предоставление финансовых услуг. Сотрудничали с амстердамскими банкирами Хоупами, с которыми состояли в родстве. Капиталы Бэрингов увеличились с 20 тысяч до 200 тысяч за достаточно короткий срок.
Банкирский дом «Силлем» был основан в Амстердаме Иеронимом Силлемом. Известными амстердамскими банкирами были Эрнст Силлем I, Джон Готтлиб Силлем, Эрнст Силлем II. Семья занималась банковской деятельностью в Нидерландах в XX веке.
Ван Ланшоты освоили банкирское дело в XVIII веке. В 1737 году был основан Van Lanschot Bankiers — старейший частный банк в Нидерландах. У него были отделения В Швейцарии, Гонконге, Бельгии. Банк находится в собственности семьи в настоящее время. Известные представители — Корнелий ван Ланшот, Франциск ван Ланшот, Виллем ван Лоншот.
Йохана Борски, после смерти своего мужа Виллема Борски — одного из самых богатых людей Нидерландов начала XIX века, основала банкирский дом «Вдова В. Борски» (Weduwe W. Borski). Борски оказывали финансовую поддержку Нидерландскому банку, Нидерландскому торговому обществу, королю Нидерландов Вильгельму I. В 1884 году банкирский дом был переименован в «Ван Лоон и компания».
Голландские банкиры Мизы занимались банковской деятельностью в Гааге, Амстердаме, Роттердаме. В 1720 году был создан банк Mees & Hope, позже получивший название Fortis MeesPierson, Pierson, Heldring & Pierson и MeesPierson. Сейчас это ABN AMRO MeesPierson. Этот банк представляет интересы королевского дома Нидерландов.

## Банкирские дома в Российской империи

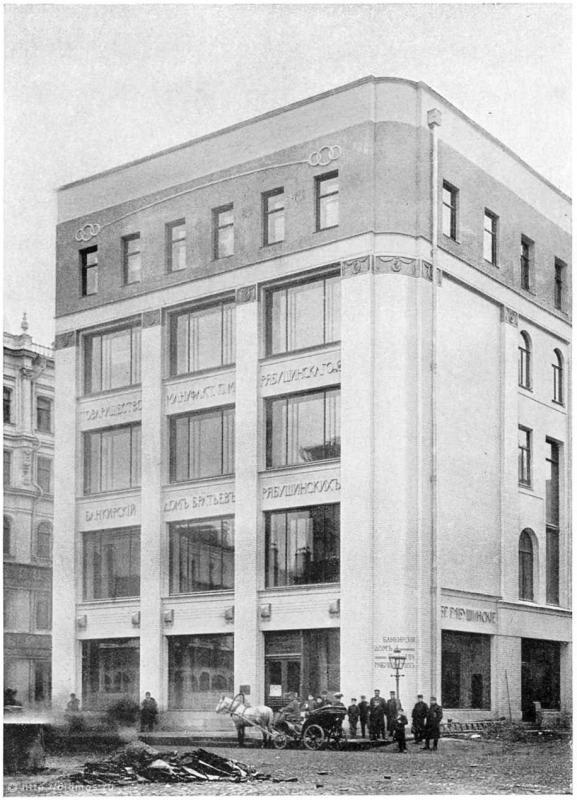
В этом здании был расположен банкирский дом братьев Рябушинских

Банкирские дома стали играть весомую роль в экономической жизни Российской империи в XIX веке. В это же время распространилось понятие «частного банкира». При этом, данных о развитии банкирского дела до 1850-х годов в Российской империи очень мало — оно развивалось в Москве, Петербурге, Риге, Одессе, Варшаве, Вильно, Бердичеве.
В 1812 году банкирский дом Штиглицев стал стремительно развиваться. Сын основателя банка, А. Л. Штиглиц, обладал статусом придворного банкира и сохранял его до 1850-х годов. Позже он был назначен первым директором Государственного банка. Его сын, А. Л. Штинглиц, продолжил развитие их банкирского дома. Штиглицы оказывали услуги российскому правительству в организации иностранных займов. С 1820 года по 1855 год, царское правительство заключило 13 внешних займов.
В 1818 году возник банкирский дом «Юнкер и К», который изначально был магазином модных товаров, а в середине XIX века уже стал заниматься регулярными банкирскими операциями. К тому же времени относятся московские банкирские дома — Миллера, Томсона, Стерна.
В 1850-х годах стали активно развиваться банкирские дома и банкирские конторы. У них была однозначно выраженная индивидуально-семейная принадлежность. Банкирский дом отличался от банкирской конторы объемом капитала. Небольшие начинающие фирмы назывались конторами, а крупные фирмы — банкирскими домами. Конкретный объем капитала, который позволял называть одну фирму банкирским домом, а другую — конторой, официально не был установлен. Владельцы банкирских домов часто совмещали банкирскую деятельность и предпринимательство. В России действовало отделение банкирского дома Ротшильдов.
Одесский купец первой гильдии Федор Родоканаки (который, также был коммерции советником) занимался банкирским делом и занимался торговлей с иностранными государствами. Размеры его коммерческих оборотов доходили от 3,5 до 5 миллионов рублей серебром в год. В то время развивались банкирские дома Рафаловичей и Ефрусси. Они сотрудничали с заграничными банками. Банкирские дома Ефрусси, открывали свои отделения в Одессе, Париже, Вене. Михаил Иоахимович Ефрусси возглавлял банкирский дом «М. Ефрусси и К», при этом оставался русским поданным.
В 1833 году в Одессе открылся банкирский дом «Рафалович и К». В 1843 году его возглавил Давид Рафалович. Ежегодный оборот банкирского дома к концу 1860-х годов составлял до 50 миллионов рублей. Банкирский дом кредитовал местные предприятия. Дом Рафаловичей сотрудничал с крупным помещиком и государственный деятелем А. А. Абазой, который в 1880—1881 году был также Министром финансов. Абаза называл А. Ф. Рафаловича «мой банкир». В 1890 году был хороший урожай. Из-за этого стал повышаться курс кредитного рубля. Министр финансов И. А. Вышнеградский решил покупать золото и вести игру на понижение рубля, для того, чтобы стабилизировать его на определенном уровне. Доклад, подготовленный Вышнеградским, был представлен Александру III и Абазе, который был председателем Департамента государственной экономии Государственного совета. Абаза решил воспользоваться этой ситуацией для собственного обогащения. Он стал участвовать в игре на понижение рубля, вовлек в эту игру А. Ф. Рафаловича. А.Ф Рафалович не знал деталей происходящего, он лишь выполнял то, что говорил ему А. А. Абаза. Рафалович вел игру на понижение рубля, рубль продолжал повышаться, Абаза и Рафалович стали нести убытки. Убыток Рафаловича составил 800 тысяч рублей. Абаза отказывался давать разъяснения Рафаловичу, но требовал, чтобы тот выполнял его просьбы. Рафалович изменил тактику, и при выполнении приказов Абазы, играл за свой счет на повышение рубля. Курс рубля стал падать, Абаза отыграл проигранное, заработал около 900 тысяч рублей, а Рафалович разорился. На 1 января 1891 года, дефицит банкирского дома «Рафалович и К» составлял от 1,5 до 1,8 миллионов рублей. 1 декабря 1894 года банкирский дом «Рафалович и К», официально прекратил существование.
В начале 1850-х годов в Бердичеве было 8 банкирских домов. Банкирские дома, существовавшие в Бердичеве, обслуживали Киевскую контрактовую ярмарку, были связаны со столичными банкирскими домами и заграничными банкирскими домами, учитывали переводные векселя на Москву, Одессу, Петербург.

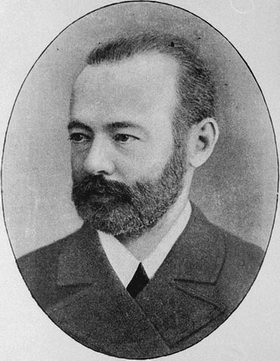
C.C. Поляков — владелец одного из самых успешных банкирских домов

В середине XIX века банкирские дома С. С. Полякова, И. Е. Гинцбурга, братьев Рябушинских, придворный банкирский дом «А. Штиглиц и К°» считались одними из самых известных. Владелец одного из них, Евзель Гинцбург открыл конторы своего банкирского дома в Париже. После 1892 года, дом постепенно свернул свою деятельность.
Частный банкирский промысел получил новые возможности для развития после реформ 1860-х годов. Отечественные банкирские дома стали участвовать в системе акционерных коммерческих банков.
В 1 миллиард 37 миллионов рублей оценивались к 1889 году годовые обороты 24 банкирских домов.
Банкирский дом мог покупать и продавать золото и серебро в слитках и в монете, покупать и продавать процентные бумаги, облигации и акции разных обществ. Делать ссуды под золотые и серебряные монеты, процентные бумаги, акции и облигации. Осуществлять переводное дело, принимать вклады на срок, до востребования, а также на текущий счет. Производился перезалог процентных бумаг, акций, облигаций обществ в банковских учреждениях. Осуществлялось страхование билетов внутренних с выигрышами займов от тиража погашения. Банкирский дом занимался продажей билетов внутренних с выигрышами займов, рассрочка платежа составляла от полугода до 3 лет.
Основателями банкирского дома «А. А. Печенкина и К» были купцы 1-й гильдии из Казани В. И. Заусайлов и коммерции советник В. В. Мартинсон. В 1872 году они открыли в Казани меняльную лавку. Из-за недостатка финансов лавка была открыта на имя А. А. Печенкиной — матери Заусайлова. В 1875 году купцы заключили между собой договор об основании Товарищества «А. А. Печенкина и К», капитал которого составлял 45 тысяч рублей. К 1886 году в собственности товарищества были ссудные кассы, которые работали в Нижнем Новгороде, Казани, Саратове, Екатеринбурге. Банкирский дом «А. А. Печенкина и К» долго не вел должным образом бухгалтерию — она просто отсутствовала, при ежегодных оборотах, которые достигали 1 000 0000 рублей. При этом вкладов было до 1000000 рублей. В 1892 года у товарищества появилась бухгалтерия и стали публиковаться ежегодные балансы. Свою деятельность банкирский дом осуществлял 32 года, его несостоятельность была выявлена в августе 1904 года. После этого учредили ликвидационную комиссию. Петербургский окружной суд опечатал кассу товарищества, книги и бумаги. Была начата ревизия деятельности компании, по результатам которой виновным происходящего был признан бывший главный бухгалтер.
1 апреля 1897 года открылся банкирский дом Альванга. Капитал банкирского дома на 1 января 1900 года составил около 200000 рублей, в 1905 году упал до 55 000 рублей. По мнению специалистов, все время своей деятельности Альванг распоряжался чужим капиталом, операции, которые он совершал, приносили не прибыль, а убытки, при этом он терял те ценности, которые ему доверили его клиенты. В основном деятельность, которая предшествовала закрытию банкирского дома, строилась на биржевых спекуляциях — покупке и продаже процентных бумаг, которые совершались за чужие средства. Бухгалтерия банкирского дома велась не правильно — отсутствовали балансы, некоторые суммы переносились из одного счета в другой. Некоторые счета не велись, например векселя на комиссию и счет чужих процентных бумаг. По результатам этого дела Петербургский Коммерческий суд признал Альванга несостоятельным должником.
Собственный капитал банкирских домов и контор Петербурга достигал 18500000 рублей. Сумма вкладов — 14500000, а долги — 49400000 рублей. В России функционировал 191 банкирский дом и контора, из них в губернских городах — 84 учреждения и в уездных городах 5847 учреждений.
В конце XIX века, в Российской империи правительство осуществляло строгий контроль над деятельностью банков и денежным обращением. В начале XIX века 36 коммерческих банков и 107 обществ взаимного кредита осуществляли краткосрочные кредитные операции. Особое положение было у банкирских домов. До 1890-х годов не было создано специального законодательства для банкирских заведений. Владельцы банкирских заведений, получали гильдейские свидетельства и билеты, как и купцы. В середине 1880-х годов в Министерство финансов поступали жалобы о том, что банкирские дома принимают участие в биржевых спекуляциях. В 1889 году, банкирская контора Мусатова в Москве и Кана в Петербурге, которые занимались торговлей в рассрочку билетов выигрышных займов, перестали функционировать, а их клиенты остались обманутыми.
В первой половине мая 1889 года, Особая канцелярия по кредитной части завершила работу над проектом Положения о банкирских заведениях. 14 мая 1889 года министр финансов Вышнеградский представил это Положение Государственному совету. Он заявлял, что банкирские дома, конторы и меняльные лавки, помимо осуществления операций, которые разрешено осуществлять учреждениям краткосрочного кредита, совершают также иные сделки: продажу в рассрочку билетов внутренних с выигрышем займов. Министр финансов заявлял, что банкирские дома разжигают у людей страсть к игре на бирже. И говорил о необходимости регламентации деятельности этих домов. Министр финансов считал, что желающие заняться банкирским промыслом, для этого должны получить вначале разрешение губернского начальства. Также, при этом им необходимо было бы внести залог, который составлял 1/10 часть заявленного основного капитала. Предполагалось запретить банкирским домам принимать вклады, открывать текущие счета, выдавать ссуды под продажу товаров за счет третьих лиц. Согласно этим правилам, собственники банкирских домов должны были предоставлять в Министерство финансов сведения про операции, которые они проводили. У министра финансов было право назначать ревизии, чтобы проверить полученные сведения. Министерство финансов собиралась постепенно делать нововведения. Проект, который представил Вышнеградский, обсуждался Соединенными департаментами Государственной экономии и Законов Государственного Совета. И Государственный совет выступил за защиту частного предпринимательства. Было заявлено, что нужно контролировать и регулировать деятельность не абсолютно всех банкирских заведений, а устанавливать меры для борьбы с теми, кто занимается недобросовестной деятельностью. Вышнеградский добился того, что теперь у него было право преследовать банкирские дома, которые занимались биржевой игрой и спекуляцией. Теперь банкирскому дому могли запретить продавать билеты внутренние с выигрышем займов с рассрочкой платежа, запретить делать перезалог процентных бумаг. Этот закон, который был принят 26 июня 1889 года, почти не получил практического применения.
Спустя время Вышнеградский обратился в Государственный совет для представления про изменение одной из статей закона, которая предусматривала обязательный процесс регистрации ценных бумаг, которые сдавались на хранение в банкирские заведения, а также в качестве залога и для обеспечения ссуд. 16 апреля 1890 года была принята поправка к закону 26 июня 1889 года, но на деле он редко применялся.
В банкирском доме Г. Лесина было 3 отдела: комиссионный, судный и банковский. В комиссионном отделе исполнялись операции, которые касались покупки и продажи домов, имений, его работники помещали капиталы частных лиц под закладные недвижимого имущества. Банковский отдел делал операции по покупке и продаже процентных бумаг, оплату и учет купонов, размен иностранной валюты, выдавались ссуды на срок и до востребования. Здесь страховали билеты трех займов, открывались текущие счета. В судном отделе выдавались ссуды под выигрышные билеты. Пик деятельности банкирского дома Г. Д. Лесина пришелся на 1912—1914 годы. Оборот банкирского дома Лесина за 1912 год составил 109608707 рублей. Клиентами его конторы были А. И. Путилов, Е. М. Агафонов, И. О. Абельсон, В. А. Гетц, Е. Ф. Давыдов, Н. К. фон Мекк, Ю. В. Бабус, Р. Д. Животовский, И. М. Новицкий, Э. К. Раух, С. С. Шабишев.

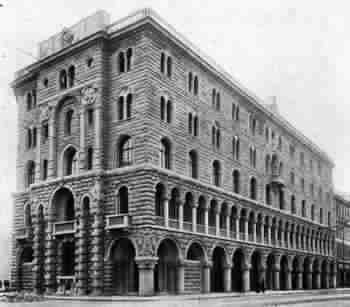
Здание банкирского дома Вавельбергов

Банкирский дом «Кафталь, Гандельман и К°» был основан 21 мая 1908 года. Полными товарищами учрежденного банка стали С. Б. Кафталь и Г. М. Гандельман, И. Б. Кафталь и П. Я. Хесин выступали соучредителями. 27 сентября 1912 года министром финансов была назначена ревизия банкирского дома. Поводом для этого стали жалобы от клиентов, которые говорили о неправильных действиях, производимых по их счетам. Ревизия вызвала большое удивление в обществе. Целью проверки было расследование постановки онкольной операции. Ревизия выявила нарушения — банкирский банк не вел отдельно учет своих собственных и клиентских бумаг. Раз в месяц они отделяли собственные бумаги от клиентских бумаг, но это все равно давало повод для разных злоупотреблений. Если собственных бумаг оказывалось недостаточно для исполнения операций, они брали бумаги клиентов на какое-то время. По мнению ревизоров, заключение срочных сделок банкирского дома при помощи клиентских ценностей считалось недопустимым.
Вывод комиссии был таков, что финансовое положение банкирского дома «Кафталь, Гандельман и К°» не вызывает вопросов в его кредитоспособности. На 1 января 1913 года, согласно балансу, опубликованному банкирским домом, его основной капитал составлял 5000000 рублей.
На 1 января 1913 года в России было 300 банкирских контор и домов. Здание, в котором находился Банкирский торговый дом Вавельбергов, было расположено на Невском проспекте, 7-9, в Санкт-Петербурге.
В начале XX века многие банкирские заведения становились банкротами, принося разорения клиентам, которые доверяли им свои небольшие сбережения.
Некоторые из банкирских домов публиковали отчеты о своей деятельности, хотя и не обязаны это были делать. Их целью было привлечение клиентов к своим операциям. Банкирский дом братьев Рябушинских и торговый дом братьев Елисеевых отчеты печатали ежегодно. Также банкирские дома могли выпускать справочные издания в которых рассказывали о своей деятельности.

## Банкирские дома в США

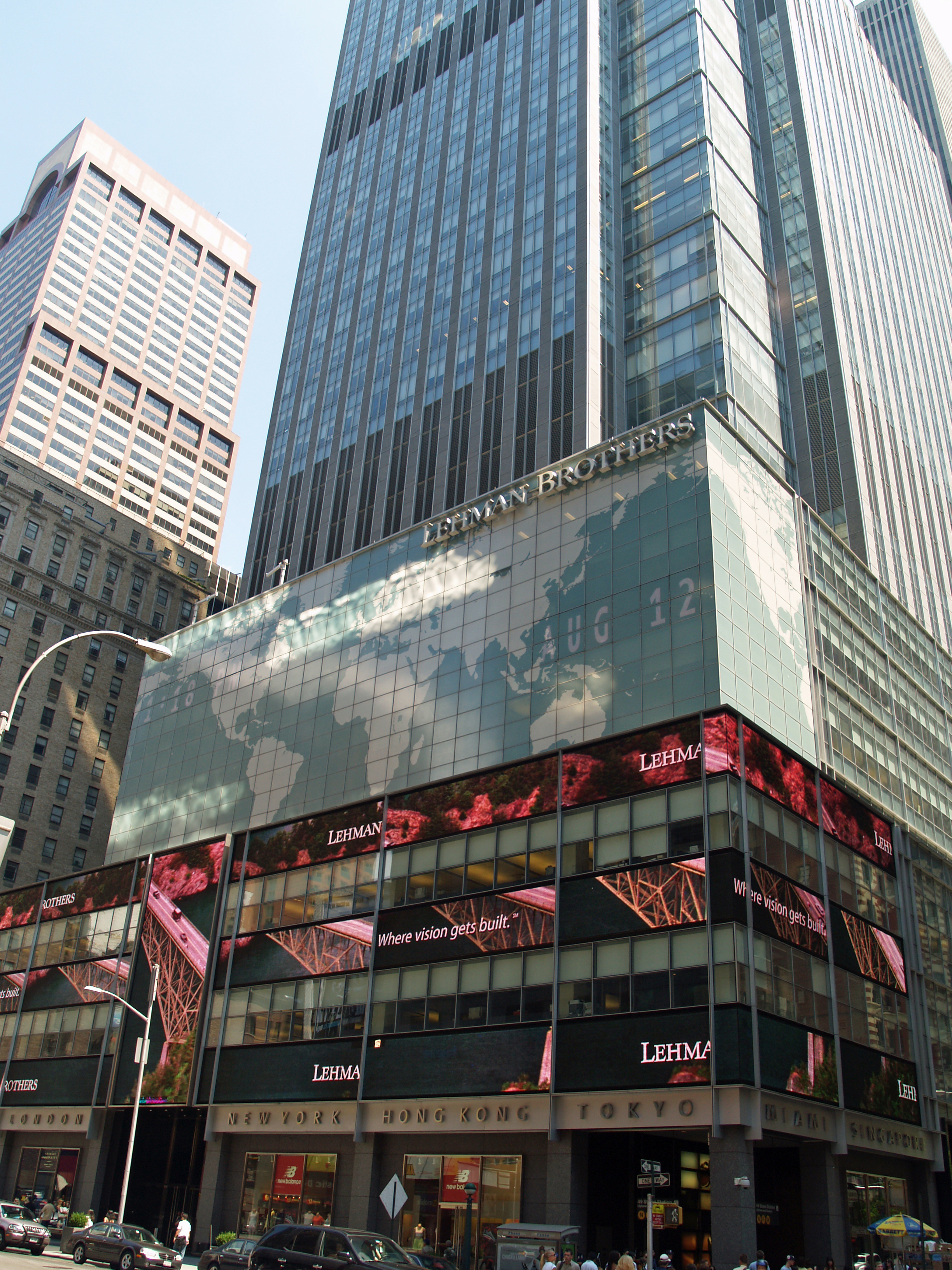
Штаб-квартира Lehman Brothers в Нью-Йорке до банкротства

К крупным американским банкирским домам принадлежали Стенли энд К, Ферст Бостон Корпорейшн, Морган, Lehman Brothers, Диллон, рид энд К, Кун, Лэб энд К. Эти банкирские дома осуществляли большую часть эмиссии частных и государственных ценных бумаг и инвестиционных операций. Банкирский дом Моргана считается старейшим в Соединенных Штатах Америки. Он был основан в Нью-Йорке в 1861 году. В 1933 году банкирский дом был разделен на два — депозитный и инвестиционный банк. Банк занимался доверительными операциями и осуществлял вложения в государственные ценные бумаги.